# Polifosfato
Polifosfatos são sais ou ésteres de oxiânions poliméricos formados a partir de unidades de PO4 tetraédrico (fosfato) e ligados pelo compartilhamento de átomos de oxigênio. Polifosfatos podem adotar estruturas lineares ou em anéis cíclicos. Em biologia, os ésteres de polifosfatos adenosina difosfato (ADP) e trifosfato de adenosina (ATP) estão envolvidos no armazenamento de energia. Uma variedade de polifosfatos pode ser aplicada na retenção de minerais em uma rede de abastecimento de água, geralmente numa concentração de 1 a 5 ppm.

## Estrutura

Estrutura do ácido trifosfórico
Ácidos polifosfóricos
Trimetafosfato cíclico
Adenosina difosfato (ADP)